# Jack Williamson
Pour les articles homonymes, voir Williamson, William Stewart et Stewart.
Œuvres principales
- La Légion de l'espace
- Les Cométaires
- Plus noir que vous ne pensez
- Les Humanoïdes

John Stewart Williamson, écrivant sous les noms de Jack Williamson et Will Stewart, né le 29 avril 1908 à Bisbee dans l'Arizona et décédé le 10 novembre 2006  à Portales au Nouveau-Mexique, est un écrivain de science-fiction américain.

## Biographie
Jack Williamson passe les premières années de sa vie dans une famille de fermiers qui émigre en 1915 au Nouveau-Mexique à la recherche de nouveaux pâturages. Par la suite, sa famille s'occupera d'élevage de chevaux à la place de la culture céréalière.
Bien que vivant dans une ferme isolée, il découvre la librairie locale et s'en sert pour faire sa propre éducation. En 1926, il tombe par hasard sur un magazine Amazing Stories, créé cette année-là, contenant des histoires de voyages dans l'espace et dans le temps, ce qui, selon sa propre expression, lui donne envie d'écrire ses propres histoires.

### Carrière littéraire
Il publie son premier texte, The Metal Man, en 1928; il ne cessera plus d'écrire. Dans les années 1930, déjà reconnu comme l'un des grands de la science-fiction, il fait le bonheur d'un jeune adolescent appelé Isaac Asimov en lui envoyant une carte de félicitations pour sa première publication. 
Par la suite, une partie de l'argent gagné avec ses premières publications lui permettra de voyager et rencontrer de nombreux auteurs. Il se liera en particulier avec Edmond Hamilton et cosignera certains de ses travaux avec, entre autres, Frederik Pohl.
Comme beaucoup d'auteurs de cette période, il commence par écrire principalement du Space opera, mais, par la suite, il étoffe son registre en écrivant par exemple des romans de fantasy (The golden blood), ou sur les robots (Les Humanoïdes). L'une de ses séries les plus connues, La Légion de l'espace, reprend clairement le thème des Trois mousquetaires; la suite de cette série (La légion du temps) inspirera des années plus tard le film Terminator.
Pendant sa carrière de plus de soixante ans, il publie plus de 50 romans, certains sous le pseudonyme de Will Stewart. Il obtient de nombreux prix littéraires dont, en 1975 le prix Damon-Knight Memorial Grand Master de la Science Fiction and Fantasy Writers of America dont il est le président de 1978 à 1980.

### Carrière universitaire
Williamson obtient deux diplômes de littérature anglaise dans les années 1950, à l’université du Nouveau-Mexique (ENMU) à Portales (près de la frontière du Nouveau-Mexique avec le Texas), et il est engagé dans cette université en 1960. Il en reste membre toute sa vie. Dans les années 1980, il fait une généreuse donation de livres et manuscrits originaux à la bibliothèque de l’ENMU, qui permet la constitution d’un département spécial des Collections. Elle abrite désormais la Bibliothèque de science fiction Jack Williamson, décrite par le site web de l’ENMU comme la plus riche du monde dans ce domaine. À la fin des années 1990, il donne un financement pérenne à la publication El Portal, la publication spécialisée dans la littérature et les arts de l’ENMU. De plus, il accueille les Jack Williamson Lectureship Series, un colloque annuel au cours duquel deux auteurs de science fiction sont invités à discuter de thèmes divers.
Williamson a obtenu son Ph.D. de littérature anglaise à l’Université du Colorado de Boulder à la fin des années 1950, avec pour sujet les premiers travaux de Herbert George Wells, dans lequel il démontre que Wells n’était pas l’optimiste béat que beaucoup ont vu en lui.
D'après l'Oxford English Dictionary, Williamson est l'inventeur des termes terraformation, dans une nouvelle publiée en 1942 dans Astounding Science Fiction et génie génétique.

## Œuvres

### SérieLa Légion de l'espace
1. La Légion de l'espace ((en) The Legion of Space, 1934)
2. Les Cométaires ((en) The Cometeers, 1936)
3. Seul contre la légion ((en) One against the Legion, 1939)
4. (en) The Queen of the Legion, 1982

### SérieLa Légion du temps
1. Les Guerriers du temps ((en) The Legion of Time, 1938)
2. (en) After World's End, 1939

### SérieL'Enfant des étoiles
Cette série est coécrite avec Frederik Pohl
1. Les Récifs de l'espace ((en) The Reefs of Space, 1964)
2. L'Enfant des étoiles ((en) Starchild, 1965)
3. L'Étoile sauvage ((en) Rogue Star, 1969)

### SérieCuckoo
Cette série est coécrite avec Frederik Pohl
1. (en) Farthest Star, 1975
2. (en) Wall Around a Star, 1975

### SérieUndersea Eden
Cette série est coécrite avec Frederik Pohl
1. (en) Undersea Quest, 1954
2. (en) Undersea Fleet, 1955
3. (en) Undersea City, 1958

### Romans indépendants
- (en) The Alien Intelligence, 1929
- (en) The Girl from Mars, 1930Écrit avec Miles J. Breuer (en).
- (en) The Green Girl, 1930
- (en) The Stone from the Green Star, 1931
- Sang doré ((en) Golden Blood, 1933)
- (en) Xandulu, 1934
- (en) The Blue Spot, 1935
- (en) Islands of the Sun, 1935
- (en) The Fortress of Utopia, 1939
- Plus noir que vous ne pensez ((en) Darker Than You Think, 1940)
- (en) Realm of Wizardry, 1940
- (en) With Folded Hands, 1947
- Les Humanoïdes ((en) The Humanoids, 1949)
- (en) Seetee Shock, 1950Publié sous le nom de Will Stewart
- La Nef d'Antim ((en) Seetee Ship, 1951)Publié sous le nom de Will Stewart
- Les Dents du dragon ((en) Dragon's Island, 1951)Également publié sous le titre The Not-Men
- (en) The Dome Around America, 1955Également publié sous le titre Gateway to Paradise
- Le Pont sur les étoiles ((en) Star Bridge, 1955)Écrit avec James E. Gunn.
- (en) Wolves of Darkness, 1958
- Les planètes en sursis ((en) The Trial of Terra, 1962)
- (en) The Reign of Wizardry, 1964
- (en) Bright New Universe, 1967
- (en) Trapped in Space, 1968
- (en) Jamboree, 1969
- Les Enfants de la lune ((en) The Moon Children, 1972)
- Le Pouvoir noir ((en) The Power of Blackness, 1975)
- Frère de démons, frère de dieux ((en) Brother to Demons, Brother to Gods, 1979)
- (en) The Humanoid Touch, 1980
- (en) Manseed, 1982
- (en) Lifeburst, 1984
- (en) Firechild, 1986
- (en) Narabedla, Ltd., 1988Écrit avec Frederik Pohl.
- (en) Land's End, 1988Écrit avec Frederik Pohl.
- (en) But Not Warriors, 1989
- (en) Mazeway, 1990
- (en) The Singers of Time, 1991Écrit avec Frederik Pohl.
- (en) Beachhead, 1992
- (en) Demon Moon, 1994
- (en) The Black Sun, 1997
- (en) The Silicon Dagger, 1999
- (en) Terraforming Earth, 2001
- (en) The Stonehenge Gate, 2005

### Recueil de nouvelles
- Millions de Soleils, Pocket, coll. « Le Grand Temple de la S-F » no 5285, 1988  (ISBN 2-266-02148-6)

### Nouvelles publiées en français
- La Grande illusion (1936)
- Regard en arrière ((en) Hindsight, 1940)

## Honneur
L'astéroïde (5516) Jawilliamson est nommé en son honneur. C'était aussi le cas de (235281) 2003 UV17, nommé Jackwilliamson jusqu'à la révocation de son nom le 25 septembre 2023 (étant donné qu'un astéroïde était déjà nommé en l'honneur de Jack Williamson).